# Villers-Saint-Ghislain
Villers-Saint-Ghislain is een dorp in de Belgische provincie Henegouwen, en een deelgemeente van de Waalse stad Bergen. Villers-Saint-Ghislain was een zelfstandige gemeente tot aan de gemeentelijke herindeling van 1977.

## Bezienswaardigheden
- De Sint-Ghislenuskerk (Église Saint-Ghislain) heeft een toren van 1616. De eigenlijke kerk van begin 17e eeuw werd getroffen door brand en werd herbouwd in 1844, min of meer in neoromaanse stijl.

## Natuur en landschap
Villers-Saint-Ghislain ligt op een plateau. De hoogte aan de kerk bedraagt 81 meter.

## Demografische ontwikkeling
- Bronnen:NIS, Opm:1831 tot en met 1970=volkstellingen

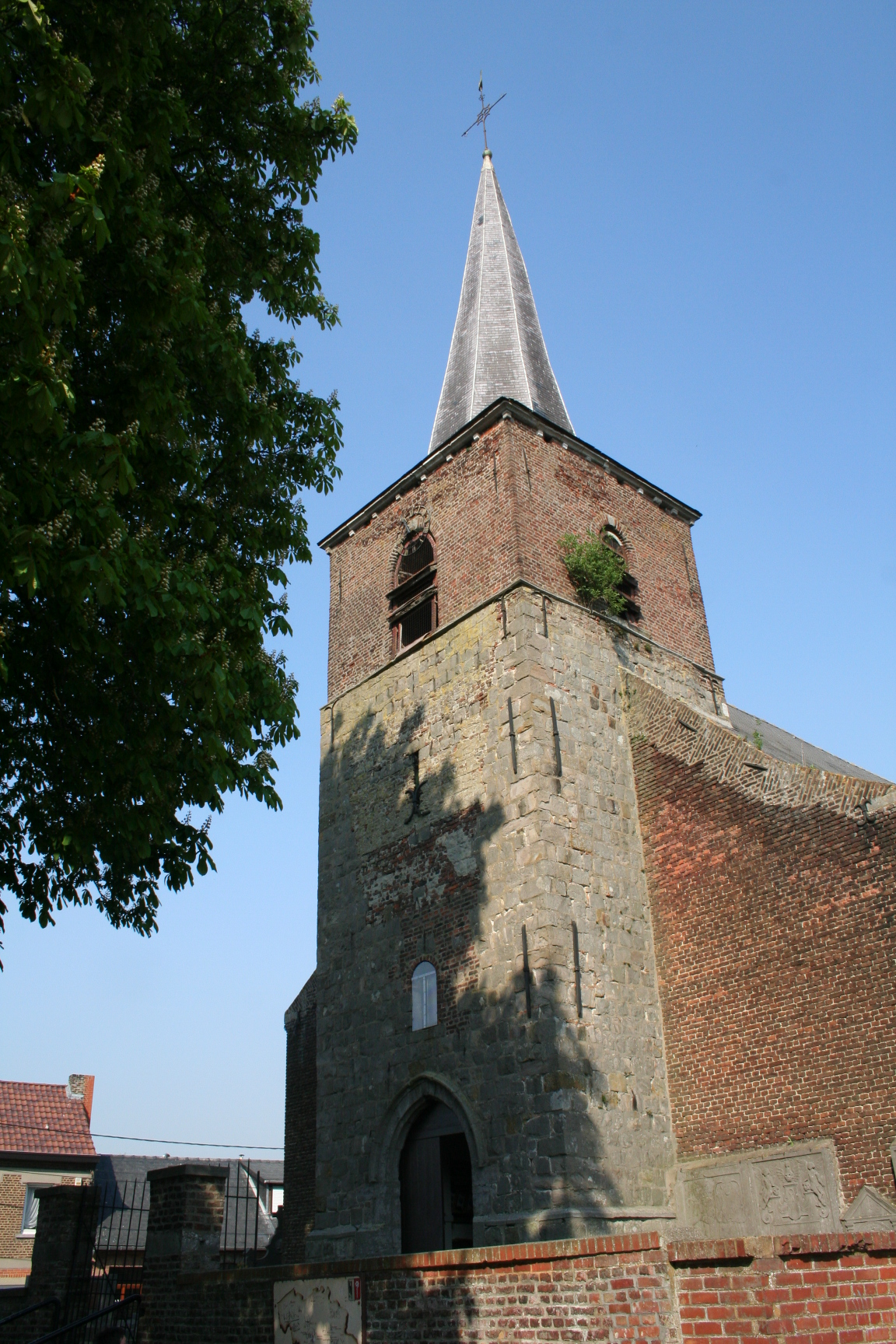
Sint-Gislenuskerk

## Nabijgelegen kernen
Saint-Symphorien, Harmignies, Vellereille-le-Sec, Le Levant de Mons